# Noubemhat
Noubemhat (nbw-m-ḥ3t) est une reine égyptienne de la Deuxième Période intermédiaire. Elle est l'épouse du roi Sekhemrê-Ouadjkhâou Sobekemsaf Ier. Elle a le titre de « Grande épouse royale » et est connue par plusieurs monuments. Une statue portant son nom et son titre a été trouvée à Kaoua en Nubie. Elle apparaît également sur une stèle de Dendérah où est mentionnée sa fille , Sobekemheb, fille du roi Sekhemrê-Ouadjkhâou Sobekemsaf,, ainsi que le fils de roi, Ameny, fils de la reine Haânkhès.
Son seul titre connu est ḥm.t-nswt-wr.t (« Grande épouse royale »).